# 861
861 (DCCCLXI) je bilo navadno leto, ki se je po julijanskem koledarju začelo na sredo.

## Dogodki
- 1. januar

## Smrti
- Pribina, knez Nitre in Spodnje Panonije (* okoli 800)